# ژرژ هوستلت
ژرژ هوستلت (انگلیسی: Georges Hostelet; ۱ آوریل ۱۸۷۵ – ۴ نوامبر ۱۹۶۰) دانشمند زمینه‌های شیمی، جامعه‌شناسی، ریاضیات، و فلسفه اهل بلژیک بود. او در سال ۱۸۷۵ در منطقهٔ شهری شیمه بلژیک به دنیا آمد. او در آکادمی نظامی سلطنتی تحصیل کرد و به درجه ستوان رسید. در سال ۱۸۹۷، او آکادمی را ترک کرد و در دانشگاه لیژ ثبت نام کرد؛ جایی که دکترای خود را در سال ۱۹۰۵ دریافت کرد. دو سال بعد، هوستلت به عنوان مهندس شیمی با شرکت سولوی شروع به کار کرد و از نزدیک با ارنست سولوای کار کرد. در سال ۱۹۱۱، او در اولین کنفرانس سلوی شرکت کرد و در نهایت آخرین شرکت کننده بازماندهٔ آن کنفرانس بود.
سال‌ها بعد، هوستلت با جنگ جهانی اول مخالفت کرد. در طول جنگ، او در کنار پرستار انگلیسی ادیث کاول کار کرد و توسط نیروهای اشغالگر آلمانی دستگیر و زندانی شد، سپس در سال ۱۹۱۷ آزاد شد. در سال ۱۹۱۹، او پیشنهاد سولوی را برای مدیریت مؤسسه جامعه‌شناسی سولوی پذیرفت؛ سمتی که او تا زمانی که در سال ۱۹۲۲ با درگذشت خود سولوی را ترک کرد، حفظ کرد. هوستلت بلژیک را در سال ۱۹۲۵ به عنوان بخشی از یک مأموریت فرانسوی-بلژیکی برای تدریس علوم اجتماعی در دانشگاه قاهره ترک کرد. او در سال ۱۹۳۱ بازگشت و سال بعد به عنوان عضو مؤسسه بین‌المللی آمار در لاهه منصوب شد. او به تدریس در دانشگاه آنتورپ ادامه داد تا اینکه در سال ۱۹۴۷ بازنشسته شد و در سال ۱۹۶۰ درگذشت.